# Washington National Opera

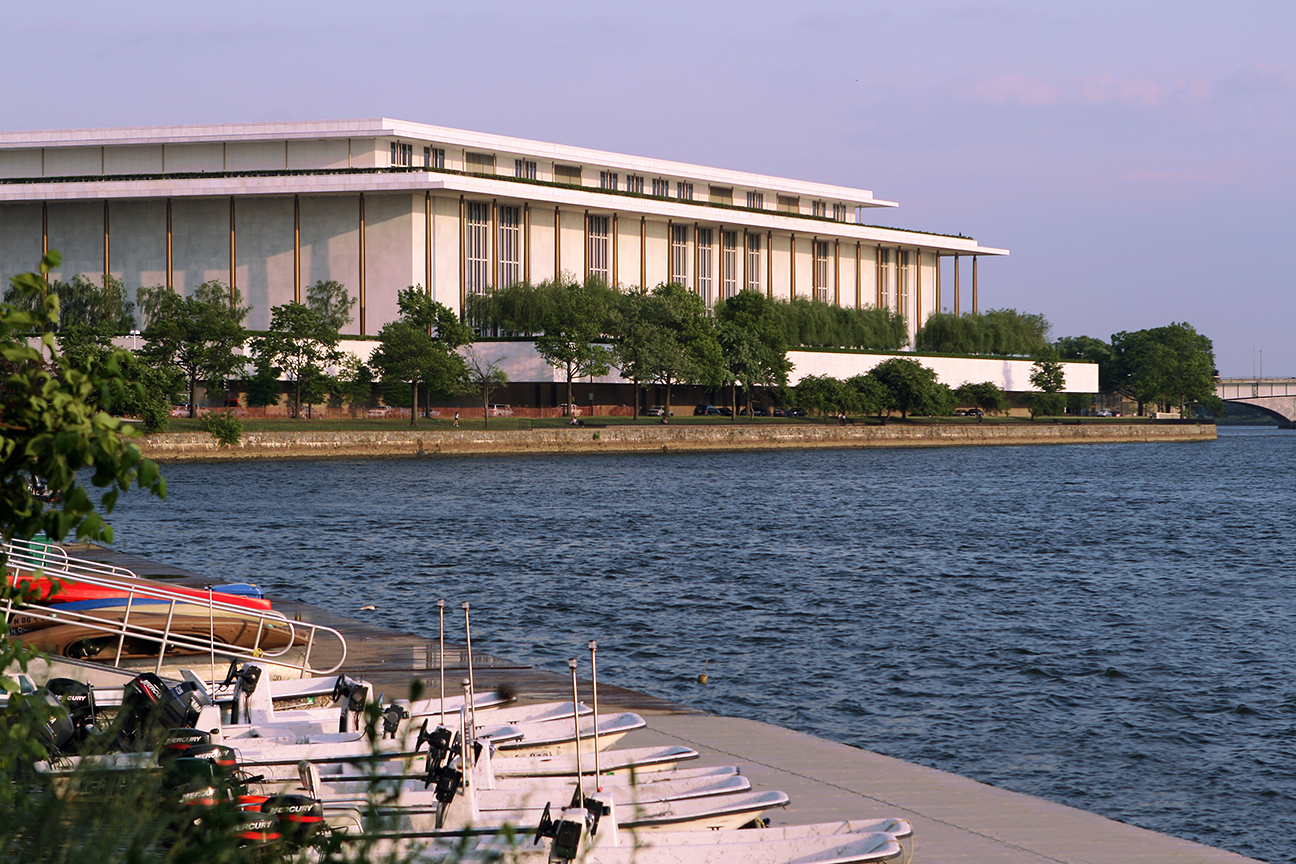
Kennedy Center – Heimstätte der Washington National Opera

Die Washington National Opera (WNO) ist ein Opernhaus in Washington, D.C. in den Vereinigten Staaten von Amerika.
Die zunächst als Washington Opera bezeichnete Institution erhielt durch den US-Kongress den aktuellen offiziellen Namen der Washington National Opera im Jahr 2000. Das Unternehmen ist im Gebäude John F. Kennedy Center for the Performing Arts untergebracht, in welchem auch das National Symphony Orchestra seinen Sitz hat. 
Der spanische Tenor und Dirigent Placido Domingo ist seit 1996 musikalischer Generaldirektor (CEO) des Hauses.